# Модрычи
Модрычи (укр. Модричі) — село в Трускавецкой городской общине Дрогобычского района Львовской области Украины.
Население 1230 человек. Занимает площадь 22 км². Почтовый индекс — 82119. Телефонный код — 3244.